# Eremiaphila nova
Eremiaphila nova es una especie de mantis de la familia Eremiaphilidae.

## Distribución geográfica
Se encuentra en Etiopía.